# Jan Geersing
Jan Geersing (Leutingewolde, 30 juli 1940 – Zuidhorn, 17 februari 2021) was een Nederlands politicus van het GPV en later de ChristenUnie.
Hij werd geboren in het Drentse dorp Leutingewolde en had een Friese moeder en Drentse vader. Geersing studeerde Latijn en Grieks aan de Rijksuniversiteit Groningen en was begin jaren 60 docent klassieke talen aan het Grotius College in Heerlen; het enige protestantse gymnasium in Limburg. In 1966 werd hij docent klassieke talen op het Christelijk Gymnasium in Leeuwarden en in 1981 werd hij daar conrector.
Geersing was ook politiek actief. Zo was hij voorzitter van de Provinciale Contactraad (PCR; provinciaal bestuur) van het GPV in Friesland en stond hij in 1978 en 1982 voor het GPV op respectievelijk de 5e en 6e plaats bij de Provinciale Statenverkiezingen in Friesland. Bij de verkiezingen van 1978 werd Gerrit Gerritsma, tot dan het enige GPV-Statenlid in Friesland, niet herkozen, en in 1982 kwam de GPV'er Pieter Cnossen als eenmansfractie in de Staten. Toen deze halverwege 1984 voortijdig opstapte, en de GPV-kandidaten die boven Geersing op de kieslijst hadden gestaan afzagen van de mogelijkheid om Statenlid te worden, nam Geersing naast zijn werk in het onderwijs die functie erbij.
Op 1 augustus 1988 werd Geersing burgemeester van Ferwerderadeel. Op dat moment was er maar één andere GPV-burgemeester in Nederland; Bert Groen die toen burgemeester was van Bunschoten. Tijdens zijn burgemeesterschap was Geersing ook vele jaren voorzitter van de Fryske Akademy. Hij ging in augustus 2001 als burgemeester van Ferwerderadeel vervroegd met pensioen.